# Старий Блешин
Старий Блешин (пол. Stary Błeszyn) — село в Польщі, у гміні Мешковиці Грифінського повіту Західнопоморського воєводства.
Населення — 137 осіб (2011).

## Демографія
Демографічна структура станом на 31 березня 2011 року:
|          | Загалом | Допрацездатний вік | Працездатний вік | Постпрацездатний вік |
| -------- | ------- | ------------------ | ---------------- | -------------------- |
| Чоловіки | 68      | 16                 | 45               | 7                    |
| Жінки    | 69      | 15                 | 43               | 11                   |
| Разом    | 137     | 31                 | 88               | 18                   |